# Hohlenstein (Neresheim)
Hohlenstein ist ein Teilort des Neresheimer Stadtteils Kösingen in Baden-Württemberg.

## Lage und Verkehrsanbindung
Der Weiler Hohlenstein liegt auf dem Härtsfeld, der Hochfläche der Schwäbischen Alb östlich der Talachse von Kocher und Brenz, etwa dreieinhalb Kilometer ostnordöstlich der Stadtmitte von Neresheim. Die Kreisstraße K 3301 führt von Kösingen im Ostsüdosten durch Hohlenstein in Richtung Ohmenheim im Nordwesten. Der Ort hat eine Kapelle und etwa zwei Dutzend Hausnummern und ist unmittelbar von Wiesen und Feldern umgeben.

## Geschichte
Der Name des Ortes bezieht sich auf den sich etwa einen viertel Kilometer nordwestlich des Ortes befindlichen Felsen, der „Hohlenstein“ oder „Hohler Stein“ genannt wird. Direkt an diesem befindet sich eine alte Römerstraße, die die römischen Siedlungen in Famingen (Phoebiana) und Oberdorf (Opia) verband.
Die erste urkundliche Erwähnung von Hohlenstein findet sich im 9. Jahrhundert, als „Hollenstein“ im Besitz des Klosters Fulda war.
Im Mittelalter taucht auch ein Ritter Wernherus de Holinstein auf, welcher zu diesem Hohlenstein zugeordnet wird.
Der Großteil des Dorfes kam bis 1764 an die Abtei Neresheim, die den Ort nun an die Grafschaft Oettingen-Wallerstein abtrat.
Bis zur Säkularisation 1810 gehörte Hohlenstein zu Ohmenheim, wurde dann jedoch Kösingen zugeordnet. Kirchlich (Römisch-Katholisch) gehört Hohlenstein bis heute zu Ohmenheim.